# Campeonato Mundial de Remo de 2018
El XLVIII Campeonato Mundial de Remo se celebró en Plovdiv (Bulgaria) entre el 9 y el 16 de septiembre de 2018 bajo la organización de la Federación Internacional de Sociedades de Remo (FISA) y la Federación Búlgara de Remo.
Las competiciones se realizaron en el canal de remo ubicado a un costado del río Maritsa, ubicado al oeste de la ciudad búlgara.

## Medallistas

### Masculino
| Evento                               | Oro | Plata | Bronce |
| ------------------------------------ | --- | --- | --- |
| Scull individual M1X (16.09)         | Kjetil Borch · Noruega · 6:38,31 | Ondřej Synek · República Checa · 6:39,92 | Mindaugas Griškonis · Lituania · 6:42,90 |
| Doble scull M2X (16.09)              | Hugo Boucheron Matthieu Androdias Francia 6:05,16 | Barnabé Delarze · Roman Röösli · Suiza · 6:06,49 | John Storey Christopher Harris Nueva Zelanda 6:06,71 |
| Cuatro scull M4X (15.09)             | Filippo Mondelli · Andrea Panizza · Luca Rambaldi · Giacomo Gentili · Italia · 5:35,31                                                                                                   | Caleb Antill Campbell Watts Alexander Purnell David Watts Australia 5:36,51                                                                           | Dmytro Mijai · Serhi Hryn · Olexandr Nadtoka · Ivan Dovhodko · Ucrania · 5:37,28                                                                                 |
| Dos sin timonel M2- (15.09)          | Martin Sinković · Valent Sinković · Croacia · 6:14,96 | Marius Cozmiuc · Ciprian Tudosă · Rumania · 6:16,90                                                                                                   | Valentin Onfroy Théophile Onfroy Francia 6:17,51 |
| Cuatro sin timonel M4- (15.09)       | Joshua Hicks Spencer Turrin Alexander Hill Jack Hargreaves Australia 5:44,74 | Matteo Castaldo · Bruno Rosetti · Matteo Lodo · Marco Di Costanzo · Italia · 5:44,99                                                                  | Thomas Ford Jacob Dawson Adam Neill James Johnston Reino Unido 5:46,46                                                                                           |
| Ocho con timonel M8+ (16.09)         | Johannes Weißenfeld · Felix Wimberger · Maximilian Planer · Torben Johannesen · Jakob Schneider · Malte Jakschik · Richard Schmidt · Hannes Ocik · Martin Sauer (t) · Alemania · 5:24,31 | Liam Donald Robert Black Angus Moore Simon Keenan Nicholas Purnell Timothy Masters Joshua Booth Angus Widdicombe Kendall Brodie (t) Australia 5:26,11 | James Rudkin Alan Sinclair Thomas Ransley Thomas George Mohamed Sbihi Oliver Wynne-Griffith Matthew Tarrant William Satch Henry Fieldman (t) Reino Unido 5:26,14 |
| Scull individual ligero LM1X (14.09) | Jason Osborne · Alemania · 6:56,36 | Michael Schmid · Suiza · 6:58,34 | Andrew Campbell Estados Unidos 7:00,04 |
| Doble scull ligero LM2X (15.09)      | Gary O'Donovan Paul O'Donovan Irlanda 6:06,81 | Stefano Oppo · Pietro Ruta · Italia · 6:08,31 | Tim Brys · Niels Van Zandweghe · Bélgica · 6:11,25 |
| Cuatro scull ligero LM4X (14.09)     | Joachim Agne · Max Röger · Florian Roller · Moritz Moos · Alemania · 5:51,21 | Catello Amarante · Paolo Di Girolamo · Andrea Micheletti · Matteo Mulas · Italia · 5:51,85                                                            | Mert Kaan Kartal Bayram Sönmez Fatih Ünsal Enes Kuşku Turquía 5:53,95                                                                                            |
| Dos sin timonel ligero LM2- (14.09)  | Giuseppe Di Mare · Alfonso Scalzone · Italia · 6:38,55 | Antonios Papakonstantinu · Ioannis Marokos · Grecia · 6:41,48                                                                                         | David Smith Thomas Foster Estados Unidos 6:56,99 |

### Femenino
| Evento                               | Oro | Plata | Bronce |
| ------------------------------------ | --- | --- | --- |
| Scull individual W1X (16.09)         | Sanita Pušpure Irlanda 7:20,12 | Jeannine Gmelin · Suiza · 7:25,93 | Magdalena Lobnig · Austria · 7:29,51 |
| Doble scull W2X (16.09)              | Milda Valčiukaitė · Ieva Adomavičiūtė · Lituania · 6:44,15                                                                                               | Brooke Donoghue Olivia Loe Nueva Zelanda 6:46,28 | Meghan O'Leary Ellen Tomek Estados Unidos 6:47,75 |
| Cuatro scull W4X (15.09)             | Agnieszka Kobus-Zawojska · Marta Wieliczko · Maria Springwald · Katarzyna Zillmann · Polonia · 6:08,96                                                   | Marie-Cathérine Arnold · Carlotta Nwajide · Franziska Kampmann · Frieda Hämmerling · Alemania · 6:11,42                                                                        | Olivia van Rooijen · Karolien Florijn · Sophie Souwer · Nicole Beukers · Países Bajos · 6:11,79                                                       |
| Dos sin timonel W2- (15.09)          | Caileigh Filmer · Hillary Janssens · Canadá · 6:50,67 | Grace Prendergast Kerri Gowler Nueva Zelanda 6:52,96 | Anna Boada · Aina Cid · España · 7:04,60 |
| Cuatro sin timonel W4- (15.09)       | Madeleine Wanamaker Erin Boxberger Molly Bruggeman Erin Reelick Estados Unidos 6:25,57                                                                   | Lucy Stephan Katrina Werry Sarah Hawe Molly Goodman Australia 6:27,09 | Yekaterina Sevostianova · Anastasiya Tijanova · Yekaterina Potapova · Yelena Oriabinskaya · Rusia · 6:27,36                                           |
| Ocho con timonel W8+ (16.09)         | Kristine O'Brien Felice Mueller Victoria Opitz Gia Doonan Dana Moffat Tracy Eisser Emily Regan Olivia Coffey Katelin Guregian (t) Estados Unidos 6:00,97 | Lisa Roman · Stephanie Grauer · Madison Mailey · Susanne Grainger · Christine Roper · Sydney Payne · Jennifer Martins · Rebecca Zimmerman · Kristen Kit (t) · Canadá · 6:03,05 | Leah Saunders Georgina Gotch Rosemary Popa Georgina Rowe Annabelle McIntyre Ciona Wilson Jacinta Edmunds Emma Fessey James Rook (t) Australia 6:03,86 |
| Scull individual ligero LW1X (14.09) | Laura Tarantola Francia 7:51,79 | Clara Guerra · Italia · 7:51,96 | Imogen Grant Reino Unido 7:52,61 |
| Doble scull ligero LW2X (15.09)      | Ionela-Livia Lehaci · Gianina-Elena Beleagă · Rumania · 6:50,71                                                                                          | Emily Schmieg Mary Jones Estados Unidos 6:52,30 | Marieke Keijser · Ilse Paulis · Países Bajos · 6:52,56                                                                                                |
| Cuatro scull ligero LW4X (14.09)     | Wu Qiang Liang Guoru Chen Fang Pan Dandan China 6:28,32                                                                                                  | Trine Andersen Aja Runge Holmegaard Juliane Rasmussen Mathilde Persson Dinamarca 6:33,33                                                                                       | Fini Sturm · Caroline Meyer · Ladina Meier · Anja Noske · Alemania · 6:34,25                                                                          |
| Dos sin timonel ligero LM2- (14.09)  | Serena Lo Bue · Giorgia Lo Bue · Italia · 7:30,84 | Jennifer Sager Jillian Zieff Estados Unidos 7:45,50 | — |

## Medallero
| Núm. | País            | Oro | Plata | Bronce | Total |
| ---- | --------------- | --- | ----- | ------ | ----- |
| 1    | Italia          | 3   | 4     | 0      | 7     |
| 2    | Alemania        | 3   | 1     | 1      | 5     |
| 3    | Estados Unidos  | 2   | 2     | 3      | 7     |
| 4    | Francia         | 2   | 0     | 1      | 3     |
| 5    | Irlanda         | 2   | 0     | 0      | 2     |
| 6    | Australia       | 1   | 3     | 1      | 5     |
| 7    | Canadá          | 1   | 1     | 0      | 2     |
| 7    | Rumania         | 1   | 1     | 0      | 2     |
| 9    | Lituania        | 1   | 0     | 1      | 2     |
| 10   | China           | 1   | 0     | 0      | 1     |
| 10   | Croacia         | 1   | 0     | 0      | 1     |
| 10   | Noruega         | 1   | 0     | 0      | 1     |
| 10   | Polonia         | 1   | 0     | 0      | 1     |
| 14   | Suiza           | 0   | 3     | 0      | 3     |
| 15   | Nueva Zelanda   | 0   | 2     | 1      | 3     |
| 16   | Dinamarca       | 0   | 1     | 0      | 1     |
| 16   | Grecia          | 0   | 1     | 0      | 1     |
| 16   | República Checa | 0   | 1     | 0      | 1     |
| 19   | Reino Unido     | 0   | 0     | 3      | 3     |
| 20   | Países Bajos    | 0   | 0     | 2      | 2     |
| 21   | Austria         | 0   | 0     | 1      | 1     |
| 21   | Bélgica         | 0   | 0     | 1      | 1     |
| 21   | España          | 0   | 0     | 1      | 1     |
| 21   | Rusia           | 0   | 0     | 1      | 1     |
| 21   | Turquía         | 0   | 0     | 1      | 1     |
| 21   | Ucrania         | 0   | 0     | 1      | 1     |
|      | TOTAL           | 20  | 20    | 19     | 59    |